# Nådsensbrød
Naadsensbrød (eller med moderne retsstavning Nådsensbrød) er en novelle af Henrik Pontoppidan fra 1885, der i en realistisk hverdagssituation fra naturalismen skildrer livet i 1880'erne for en ældre proletarkvinde og hendes kamp mod at blive sat på herredets nye barmhjertighedsasyl, ”Kassen”.
I Illustreret dansk Litteraturhistorie fra 1902 opsummeres novellen:
| „ | I »Naadsensbrød« skildres paa ti smaa Sider den Landsbybegivenhed, at Stine Bødkers »kommer paa Kassen«, o: i Fattighuset - og ud fra denne ene Situation falder der Lys over Hundreder, Tusinder udslidte fattige Menneskers lysforladte Alderdomsaar. | “ |

Novellen blev først udgivet i Morgenbladet den 29. januar 1885.
Den blev videre trykt i Frederiksborg Amts Avis nogle dage efter den 31. januar 1885 og de følgende dage som føljeton.
I 1887 blev den optrykt i bogen Fra Hytterne. Nye Landsbybilleder.
Udgivelsen i Frederiksborg Amts Avis affødte en reaktion fra kvinden i fortællingen i form af et indlæg i Isefjordposten den 21. februar 1885 og redaktionen skrev ydermere samme dag:
| „ | Paa Opfordring erklære vi herved, at Anders Larsens Enke i ca. 14 a 15 Aar har gaaet Bud mellem Østby og Frederikssund og i den Tid har været en hæderlig og retskaffen Kone, der ikke i nogen henseende har været hengiven til Spiritus men til enhver Tid røgtet sit besværlige Kald samvittighedsfuldt og ernæret sig og sine Børn uden at ligge Samfundet til Byrde. | “ |

Deres respons blev genoptrykt i Dagens Nyheder og Thisted Amtsavis den 24. februar 1885.
To tekststykker bliver oplæst i Danske Digterruter og knytter sig til punktet ved gadekæret i Østby.